# 科洛缅斯科耶
科洛缅斯科耶（俄语：Коло́менское）是位于俄罗斯莫斯科市中心东南几公里处的一座前皇家庄园，有一条路通往科洛姆纳。景区面积达390顷，位于莫斯科河畔。20世纪60年代，它成为莫斯科的一部分。科洛缅斯科耶的耶稣升天教堂於1994年被列入世界遺產名錄。

## 历史
科洛缅斯科耶最早在伊凡一世的遗书里被提及（1339年）。随着时间的推移，这个村庄发展成莫斯科公国诸侯们最喜爱的乡村庄园。现存最早的建筑是极具特色的耶稣升天教堂（1532年），该建筑由白色石头建成，为了庆祝伊凡四世沙皇王子的诞生修建了这个教堂 。作为第一个帐篷形状的石头教堂，不按照教规的“白柱”标志着从传统拜占庭式建筑的惊人突破。
教堂的地面层是一个低十字，接着是一个八角形建筑主体，之后是一个八角形的帐篷状部分，上面是小的圆顶。建筑侧面细长的壁柱、箭头状的窗棂、三层的半圆形的装饰、安静的楼梯拱廊以及开放的画廊为俄罗斯建筑风格的体现。整个个垂直构图被认为借鉴自俄罗斯北部帐篷顶木结构教堂。由于其杰出的价值， 联合国教科文组织在1994年将其列入世界遗产名录。